# Fredrikkepriset
Fredrikkepriset är ett hederspris som delas ut av Norske Kvinners Sanitetsforening. Priset är uppkallat efter stiftaren Fredrikke Marie Qvam och delas ut varje år till en person eller grupp utanför organisationen som på framgångsrikt vis tar upp och synliggör saker inom hälso- och socialområdet, miljöberedskap eller kris- och katastrofberedskap.
Priset består av en bronsstatyett av Fredrikke M. Qvam, ett diplom, och 100 000 norska kronor. Pengarna ska gå till ett välgörande ändamål som pristagaren väljer.

## Pristagare
- 2000 – Kriseteamet efter järnvägsolyckan vid Åsta.
- 2001 – Stine Sofies Stiftelse
- 2002 – Dissimilis
- 2003 – Åsne Seierstad
- 2004 – Gro Harlem Brundtland
- 2005 – Frederic Hauge
- 2006 – Arne Skarpsno
- 2007 – Ingen utdelning. Prisutdelningen flyttades permanent från hösten till februari.
- 2008 – Kronprinsessan Mette-Marit
- 2009 – Marit Breivik
- 2010 – Shabana Rehman Gaarder
- 2011 – Laila Lanes
- 2012 – Anne-Grethe Solberg
- 2013 – Margreth Olin
- 2014 – Herbjørg Wassmo
- 2015 – Lene Marlin